# Bosquerola de Semper
La bosquerola de Semper (Leucopeza semperi) és un ocell de la família dels parúlids (Parulidae) i única espècie del gènere Leucopeza P.L. Sclater, 1876).

## Hàbitat i distribució
Viu (o vivia) entre la malesa del bosc, a les muntanyes del centre de l'illa de Saint Lucia, a les Antilles Menors. Possiblement extint.